# Hedvig Löfwall
Hedvig Daphne Eleonora Löfwall, född 10 juni 1994 i Falun, är en svensk professionell dansare.

## Biografi
Löfwall är född och uppvuxen i Falun. Hon började med att träna dans som elvaåring, vilket hon gjorde på Dala Dansstudio i hemstaden Falun. Hon bor sedan många år tillbaka i Stockholm.

## Let's Dance
År 2023 anslöt sig Löfwall som en av proffsdansarna i TV-programmet Let's Dance, där hon var danspartner åt kocken och restaurangägaren Johan Jureskog. Hon slutade under sin debut i programmet på en niondeplats tillsammans med Jureskog, efter att de i samma veva hade blivit utröstade i avsnitt 2 av säsongen.